# Brouwerij Baele

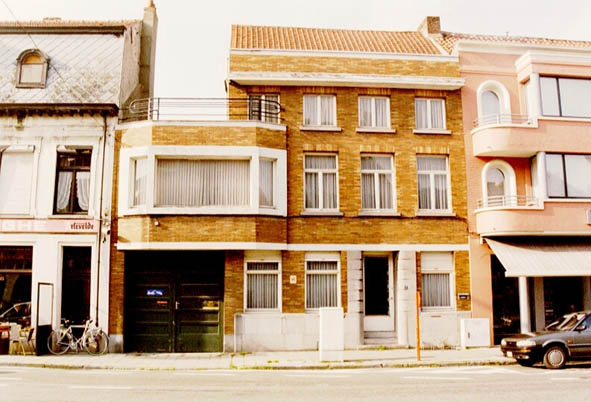
De brouwerswoning in 2002, sindsdien gesloopt

De Brouwerij Baele is een voormalige brouwerij uit Eeklo in de Belgische provincie Oost-Vlaanderen. Ze was actief tot 1954.

## Geschiedenis
Rond midden de jaren 1930 werd er in Eeklo een bierbottelarij en frisdrankfabriek gebouwd van de hand van architect Raoul Van Houtte.

## Bieren[1]
- Ouden Dubbel